# Silvio Belli

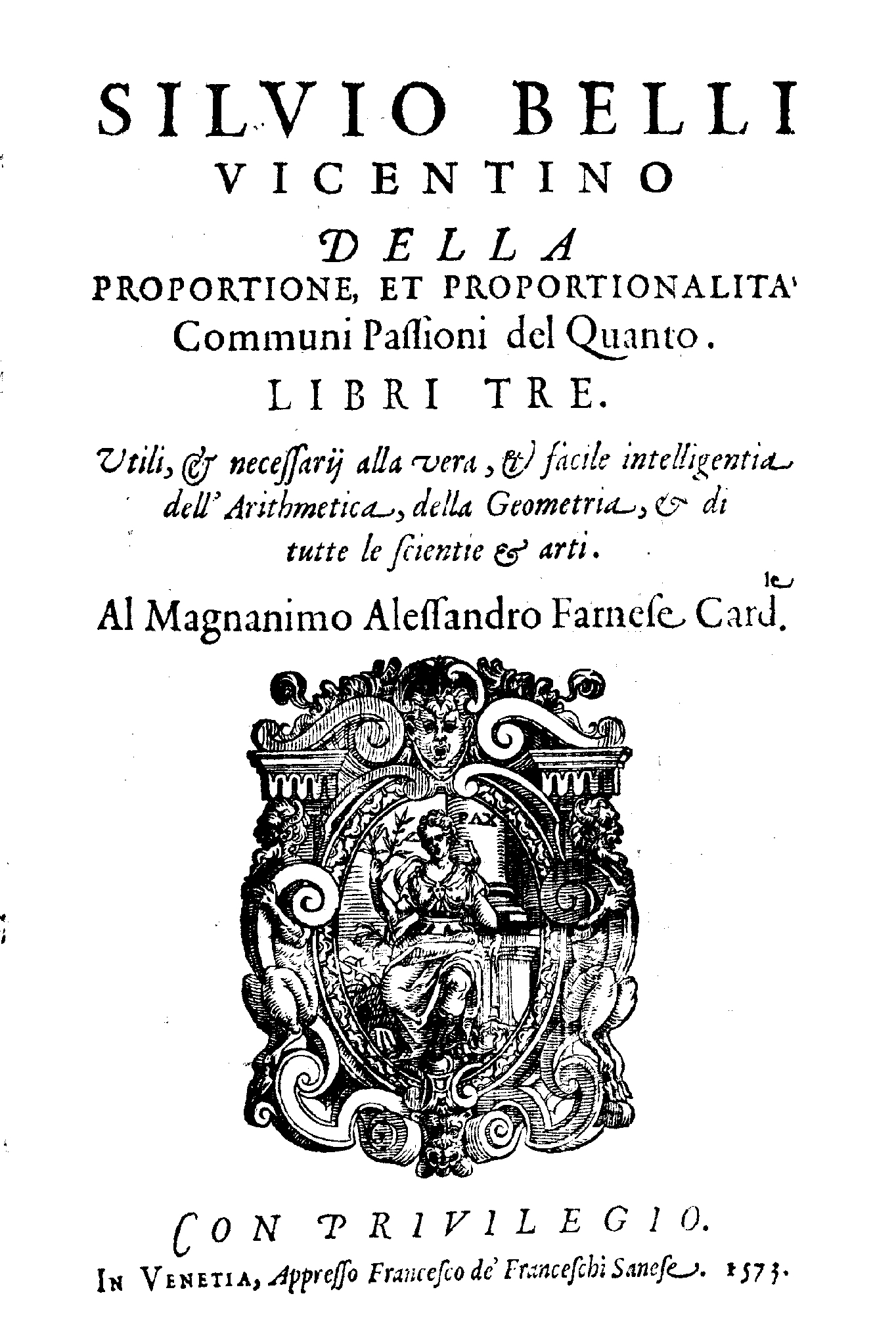
Trattato della proporzione, 1573

Silvio Belli (Vicenza, 1520 circa – Ferrara, 1579 circa) è stato un matematico e ingegnere italiano della Repubblica di Venezia.

## Biografia
Le informazioni biografiche sono scarse. Fu tra i fondatori dell'Accademia Olimpica nel 1555. Nel 1556 ebbe la nomina di soprastante (ingegnere) del Comune di Vicenza; in tale veste seguì varie opere pubbliche, tra cui la costruzione delle logge della Basilica Palladiana e i restauri della cattedrale. Intorno al 1561 lasciò l'incarico pubblico per dedicarsi a commesse per privati e governi a Ferrara, Modena, Roma e Venezia. Nel 1566 fu nominato "Proto delle acque" della Repubblica di Venezia, un incarico prestigioso.

## Opere

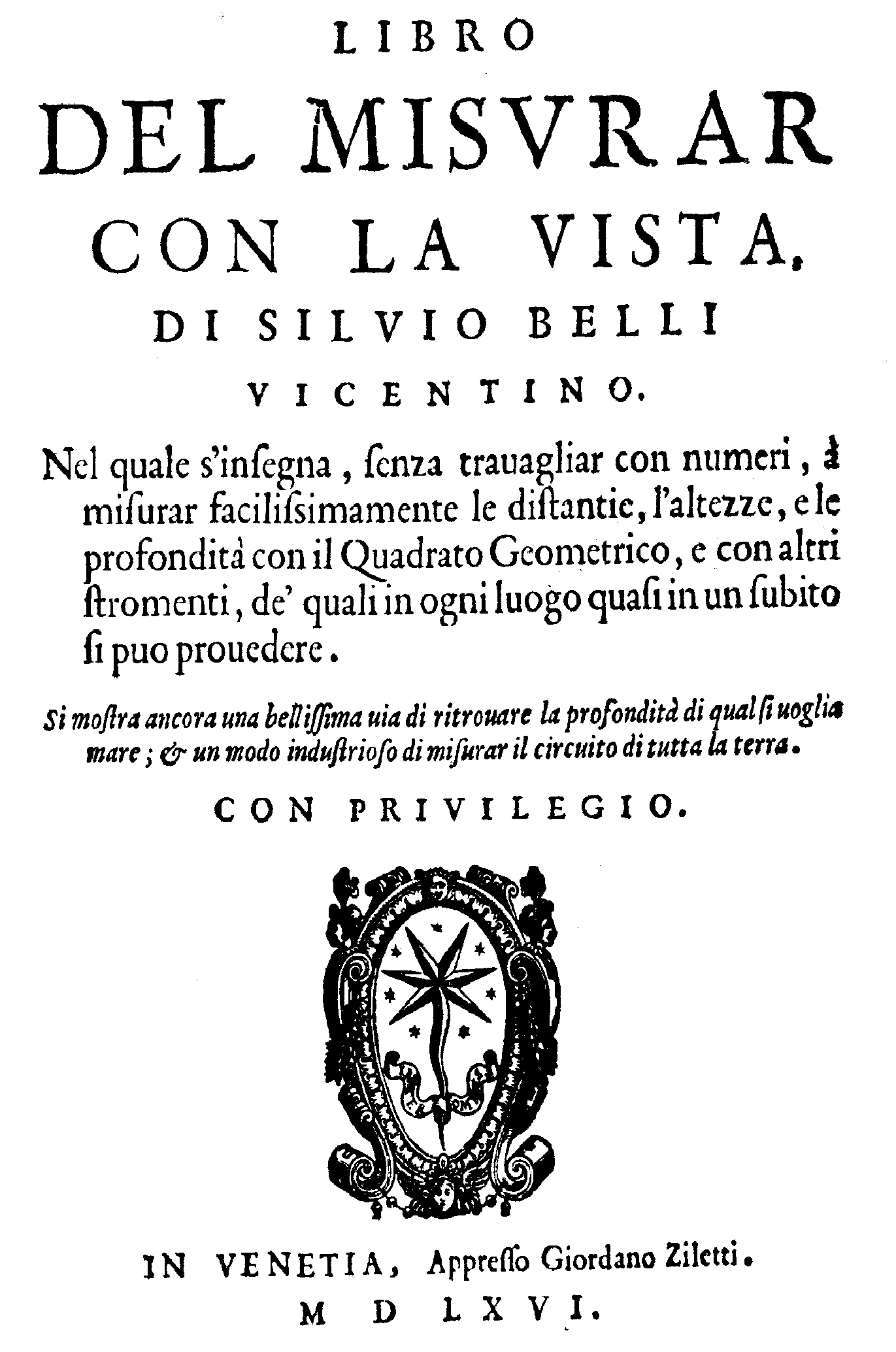
Libro del misurar con la vista, 1566

- Libro del misurar con la vista, Venezia, Giordano Ziletti, 1566.
- Silvio Belli, Trattato della proporzione, In Venetia, Francesco senese De Franceschi, 1573.
- Quattro libri geometrici, Venezia, Ruberto Megietti, 1595.